# 산포쿠정
산포쿠정(山北町)은 니가타현 최북단 동해 연안에 있던 정이다. 2008년 4월 1일, 무라카미시, 아라카와정·가미하야시촌·아사히촌과 합병해 무라카미시가 되었다.

## 지리
북부는 야마가타현과의 현 경계에 접해 있어 바다 쪽에서는 어촌 마을 안에 현 경계가 그어져 있다. 마을의 93%를 삼림이 차지하고 있으며 농지는 2% 정도 있을 뿐이다.

## 역사
- 1889년 4월 1일 - 정촌제 시행과 함께 구로카와마타촌, 야와타촌, 오카와타니촌, 나카마타촌, 시모카이후촌이 성립하였다.
- 1955년 3월 31일 - 구로카와마타촌, 야와타촌, 오카와타니촌, 나카마타촌, 시모카이후촌이 합병해 산포쿠촌이 성립하였다.
- 1965년 11월 3일 - 산포쿠촌이 정으로 승격해 산포쿠정이 되었다.
- 2008년 4월 1일 - 무라카미시, 아라카와정·가미하야시촌·아사히촌과 합병해 새로운 무라카미시가 되었다.

## 교통

### 철도
- 동일본 여객철도
  - 우에쓰 본선

### 도로
- 니혼카이토호쿠 자동차도
- 국도 제7호선
- 국도 제345호선